# Борандохт

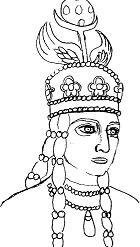
Борандохт

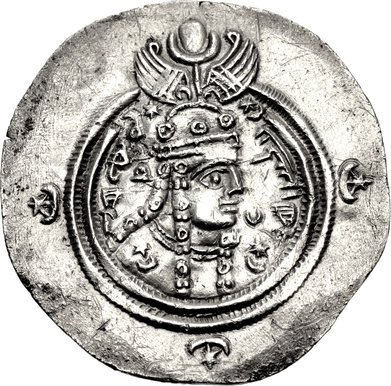
Монета Борандохт

Борандохт (перс. بوراندخت), Пурандохт  — правителька (цариця цариць) Ераншахра (давня назва Ірану) та ан-Ерану з династії Сасанідів, правила один рік, у 629-630. Дочка шахиншаха Хосрова II.
Разом з Азармедохт була однією з двох жінок-правительок Ірану за всю історію країни.